# 阿尔吉尔达斯·布拉藻斯卡斯
阿尔吉尔达斯·米科拉斯·布拉藻斯卡斯（發音：[ˈɐ̂ˑlʲɡʲɪrdɐs ˈmʲîːkoːɫɐs brɐˈzɐ̂ˑʊskɐs] ⓘ；1932年9月22日—2010年6月26日）是立陶宛共产党最后一任第一书记，1990年立陶宛从苏联独立出来后，1993年至1998年担任首任立陶宛总统，2001年至2006年任立陶宛总理。

## 生平
布拉藻斯卡斯出生在立陶宛罗基什基斯，1952年在读完凯恰多里埃高中（Kaisiadoriai High School）后進入考那斯理工大學，1956年毕业，获得土木工程学位。1967年布拉藻斯卡斯开始在政府规划委员会工作，担任委员会主席的助理。1974年他获得经济学博士学位。
他和他的第一任妻子茱莉亚离婚，有两个女儿，在2002年与克里斯蒂娜(Kristina Butrimienė)结婚。
他在1980年代逐渐上升到政治高层，1988年担任立陶宛共产党第一书记，他被认为天性谨慎，是一个温和的改革家。1990年立陶宛爆发民主独立的浪潮时，他加入了政治改革派，正式断绝与莫斯科共产党的联系。这是罕见的，此前没有其他前苏联共和国敢走这一步。有些人认为这种行为导致苏联的解体。
1965年以来他在立陶宛共产党时期担任的职务：
- 1965—1967年，立陶宛建筑材料工业部长
- 1967—1977年，立陶宛国家计划委员会副主席
- 1977—1987年，立陶宛共产党中央委员会书记，负责经济事务。

1988年，他成为立陶宛共产党第一书记。在他的领导下，立陶宛开展独立运动，立陶宛共产党宣布脱离苏联共产党，成为独立政党，后改建成为立陶宛民主劳动党（日后再并入立陶宛社会民主党），1990年12月当选为民主劳动党主席。
1990年1月15日至3月11日，布拉藻斯卡斯担任立陶宛最高苏维埃主席团主席。在1992年的议会选举中，11月25日当选为议会议长，同日起亦被推派代理立陶宛总统。1993年2月14日在立陶宛独立后首次总统大选中以61.06%的选票当选首任总统，根据新宪法规定，布拉藻斯卡斯退出了民主劳动党，党的主席由阿道法斯·什莱扎维丘斯继任。
1993年2月25日布拉藻斯卡斯宣誓就职，1998年2月25日卸任。他决定不寻求连任，打算退出政治，想成为“一个普通的退休人员”，阿达姆库斯赢得1998年总统大选。
在最初的两年退休生活里，他写了一本书，但没有完成。
2001年7月3日布拉藻斯卡斯由议会任命为总理，担任到2006年6月1日，并宣布他最终退出政坛。他说:“我试图成为一个退休人员好几年了，我认为我是成功的。我希望这次也能成功。”
他领导了执政的立陶宛社会民主党一年，直到2007年5月19日将党主席职务移交给格迪米纳斯·基尔基拉斯，自己担任荣誉主席。
布拉藻斯卡斯在2008年12月被诊断出淋巴癌，2010年6月26日去世。在他逝世的时候，他依然被认为是在立陶宛政治中一个有影响力的人物。